# The Fame Monster
The Fame Monster je ponovno izdanje debitantskog studijskog albuma američke glazbenice Lady Gage. U prodaju je pušten 18. studenog 2009. godine, a singl "Bad Romance" je ubrzo zauzeo vrhove svjetskih top ljestvica. 
Među ostalim hitovima je i "Telephone" koji je pjevačica snimila s Beyoncé Knowles. Najavila je i da želi da se taj album smatra kao posebno djelo, te da ne treba pjesme s albuma The Fame da ga podupiru. The Fame Monster je izašao u mnogo limitiranih izdanja, uz The Fame, pa tako i bez njega. Zbog toga neki smatraju da je EP. Album je promoviran na svjetskoj turneji pod nazivom The Monster Ball Tour.

## Popis pjesama
| 1.    | »Bad Romance«          | 4:54 |
| 2.    | »Alejandro«            | 4:34 |
| 3.    | »Monster«              | 4:10 |
| 4.    | »Speechless«           | 4:31 |
| 5.    | »Dance in the Dark«    | 4:49 |
| 6.    | »Telephone«            | 3:41 |
| 7.    | »So Happy I Could Die« | 3:55 |
| 8.    | »Teeth«                | 3:41 |
| 34:15 |                        |      |

## Singlovi
1. "Bad Romance"
2. "Telephone" (ft. Beyoncé)
3. "Alejandro"

## Promotivni singlovi
1. "Dance in the Dark"